# ریچارد اسکروشی
ریچارد اسکروشی (انگلیسی: Richard Scrushy؛ زادهٔ اوت ۱۹۵۲ (۷۲ سال)) کارآفرین اهل ایالات متحده آمریکا است، که در سال ۱۹۸۴ شرکت اینکامپس هلث را تأسیس کرد.